# Krokån, Halland
Krokån är ett vattendrag i södra Halland och västra Småland som har sitt utlopp i Lagan vid Knäred.

## Sträckning
Vattendraget rinner i huvudsak genom skog. Sevärda områden längs med Krokån är Flammafallet, Krokåfallet och Norreforsen.

## Miljö
Prästaskogens naturreservat ligger längs vattendraget. Över lag bedöms stora delar av vattendraget ha höga naturvärden. Själva vattendraget är relativt opåverkat. Däremot är vattenkraftverken i Lagan vandringshinder. Det finns öring i vattendraget och har tidigare funnits flodpärlmussla.

## Mänsklig användning
Vid Vrå kvarn finns ett mindre vattenkraftverk (på 100 kW och en årsproduktion på 0,6 GWh).